# Serve di Gesù della carità
Le Serve di Gesù della Carità (in spagnolo Siervas de Jesús de la Caridad) sono un istituto religioso femminile di diritto pontificio: i membri di questa congregazione pospongono al loro nome la sigla S.d.J.

## Storia
La congregazione venne fondata a Bilbao da Maria Josefa Sancho de Guerra (1842-1912): religiosa professa delle Serve di Maria Ministre degli Infermi, desiderando una vita di maggiore raccoglimento, nel 1871 lasciò la congregazione e, il 25 luglio, ne iniziò una nuova, dove l'accento era posto sulla vita comunitaria e contemplativa.
L'istituto venne canonicamente eretto dal vescovo di Vitoria il 9 giugno 1874: ottenne il pontificio decreto di lode il 31 agosto 1880 e venne approvato definitivamente dalla Santa Sede l'8 gennaio 1886 (le sue costituzioni nel 1937).
La fondatrice è stata canonizzata da papa Giovanni Paolo II nel 2000.

## Attività e diffusione
Le Serve di Gesù della Carità si dedicano soprattutto a alla cura degli anziani e degli ammalati, sia a domicilio che in cliniche e istituti gestiti da loro.
Sono presenti in Argentina, Brasile, Cile, Colombia, Cuba, Ecuador, Filippine, Francia, Italia, Messico, Paraguay, Perù, Portogallo, Repubblica Dominicana, Spagna, Stati Uniti d'America: la sede generalizia è a Roma.
Al 31 dicembre 2005 l'istituto contava 971 religiose in 97 case.